# Lars Løkke Rasmussen
Lars Løkke Rasmussen (Vejle, 15 maggio 1964) è un politico danese, leader del partito liberale dei Moderati e dal 15 dicembre 2022 ministro degli Affari esteri della Danimarca. In precedenza è stato ministro di Stato della Danimarca dal 5 aprile 2009 al 3 ottobre 2011 e di nuovo dal 28 giugno 2015 al 27 giugno 2019.
Fu Ministro dell'Interno e della Salute dal 27 novembre 2001 nel primo e nel secondo governo di Anders Fogh Rasmussen, e ministro delle finanze nel terzo governo Rasmussen, dal 23 novembre 2007. Il 5 aprile 2009 successe ad Anders Fogh Rasmussen, nominato segretario generale della NATO, e costituì il governo Løkke Rasmussen I.
Rasmussen è membro del Parlamento danese (Folketing) dal 21 settembre 1994. È anche stato Sindaco di Contea della Contea di Frederiksborg dal 1998 al 2001. Nonostante il cognome in comune, Rasmussen non è imparentato né con il suo immediato predecessore, né col predecessore di quest'ultimo, Poul Nyrup Rasmussen.

## Biografia
Lars Løkke Rasmussen nacque a Vejle, da Jeppe Rasmussen e Lise Løkke Rasmussen (nata Løkke). Il suo cognome è Rasmussen, mentre Løkke è il nome da nubile della madre. Si diplomò alle scuole superiori nel 1983 e fu presidente del ramo giovanile di Venstre dal 1986 al 1989. Si laureò in giurisprudenza all'Università di Copenaghen nel 1992. Dal 1990 al 1995 lavorò come consulente indipendente.
Lars Løkke Rasmussen è sposato con Sólrun Løkke Rasmussen, e la coppia ha tre figli.

## Carriera politica

### Presidenza di Venstres Ungdom e missione in Afghanistan
Lars Løkke Rasmussen fu presidente del ramo giovanile di Venstre (chiamato Venstres Ungdom), dal 1986 al 1989. Una delle sue iniziative fu quella di istituire un'alternativa all'"Operazione Dagsværk" — un giorno di campagna per la raccolta di fondi tra gli studenti delle scuole superiori a favore delle nazioni del Terzo mondo - dato che l'"Operazione Dagsværk" era all'epoca monopolizzata dai membri della Gioventù Comunista Danese. La campagna di Løkke fu sostenuta dal ramo giovanile del partito, e raccolse 600.000 corone che furono spese per le scuole nell'Afghanistan occupato dall'Unione Sovietica. Lars Løkke Rasmussen condusse una delegazione danese in Afghanistan che portò i fondi raccolti; una fotografia scattata dal fotografo Jørn Stjerneklar lo ritrae insieme a due altri membri della delegazione vestiti da afghani.

### Sindaco di contea e vicepresidente di Venstre
Rasmussen fu eletto vice presidente di Venstre nel 1998, ed allo stesso tempo Anders Fogh Rasmussen assunse la carica di leader del partito, dopo Uffe Ellemann-Jensen. Nel 1998, Lars Løkke Rasmussen fu eletto sindaco della Contea di Frederiksborg, carica che detenne fino al 2001, quando entrò nel primo governo di Anders Fogh Rasmussen.

### Ministro dell'interno e della salute
Lars Løkke Rasmussen ricoprì la carica di Ministro dell'Interno e della Salute dal 2001 al 2007, quando fu nominato Ministro delle Finanze. Fu responsabile del negoziato che portò all'accordo del 2002 tra Venstre, il Partito Popolare Conservatore, i Socialdemocratici e il Partito Popolare Danese, che diede ai pazienti ospitati negli ospedali pubblici il diritto di scegliere una clinica privata, nei casi in cui gli ospedali pubblici non fossero stati in grado di fornire assistenza entro due mesi. Nel 2007, questo limite di tempo fu abbassato ad un mese. Dal 2002, il governo concesse fondi extra per ridurre le liste di attesa negli ospedali del Servizio Sanitario Nazionale; questi fondi furono chiamati dai media Løkkeposen Lars Løkke Rasmussen rappresentò il governo anche durante i negoziati riguardanti la riforma del sistema secondo il quale le municipalità più ricche avrebbero dovuto trasferire parte dei propri introiti provenienti dalle tasse alle municipalità più povere.

### La riforma municipale del 2007
Come Ministro degli Interni e della Salute, Lars Løkke Rasmussen fu responsabile e supervisionò la riforma municipale che ridusse le 271 municipalità della Danimarca a sole 98, e abolì le 13 contee, sostituendole con cinque regioni.

### Accuse di irregolarità finanziarie
Nella primavera del 2008, Lars Løkke Rasmussen fu accusato dai media di aver addebitato ai conti ufficiali alcune piccole spese che avrebbe dovuto pagare in prima persona, come ristoranti, sigarette, taxi e hotel, sia in quanto sindaco di contea, che in quanto ministro. Nel maggio 2007, Løkke fu accusato di aver fatto pagare al proprio ministero una camera di albergo a Copenaghen, dove si trovava per assistere ad un concerto di Paul McCartney ad Horsens nel 2004.

### Ministro delle finanze
Dopo che l'allora Primo Ministro Anders Fogh Rasmussen ottenne la seconda rielezione nel 2007, creò il suo terzo governo, in cui Løkke Rasmussen fu assegnato al Ministero delle Finanze. Questo fatto fu visto come un chiaro indicatore del fatto che Løkke era il prossimo in linea alla successione di Fogh come leader di Venstre e come Primo Ministro, nel momento in cui Fogh avesse lasciato la politica danese. Come Ministro delle Finanze, Løkke Rasmussen condusse i negoziati riguardanti i fondi bancari colpiti dalla crisi finanziaria del 2008—2009.

### Riforma delle tasse del 2009
Nel febbraio 2009 Lars Løkke Rasmussen fu il capo negoziatore nell'accordo politico per una grande riforma delle imposte, che mirava a implementare l'ambizione del governo alla riduzione delle tasse e all'incremento delle imposte sull'inquinamento. La riforma fu, secondo Lars Løkke Rasmussen, la più grande riduzione dell'aliquota sin dall'introduzione dell'imposta sul reddito delle persone fisiche nel 1903. L'opposizione accusò il governo di essere storicamente in favore dei lavori con alte retribuzioni, dando pochi aiuti ai lavoratori con bassi redditi.

### Primo mandato come Ministro di Stato della Danimarca

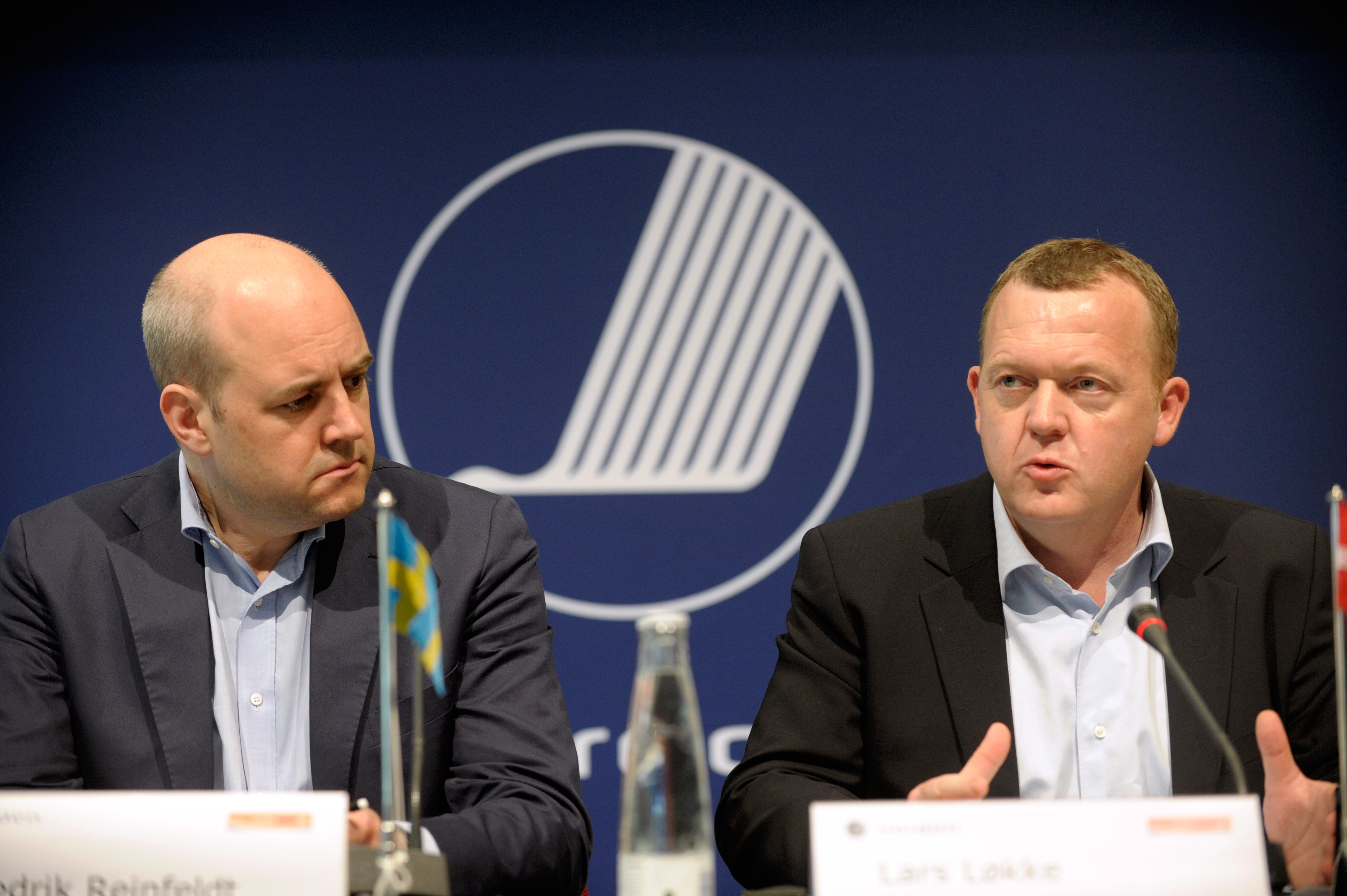
Lars Løkke Rasmussen e il Primo ministro svedese Fredrik Reinfeldt si incontrano alla riunione stampa del Nordic Globalization Forum 2010.

Il 4 aprile 2009, la NATO decise che il Primo ministro Anders Fogh Rasmussen avrebbe sostituito Jaap de Hoop Scheffer come Segretario generale della NATO. Lo stesso giorno, Anders Fogh Rasmussen dichiarò che si sarebbe dimesso da Primo Ministro il 5 aprile 2009; come vice del più grande partito di governo, Lars Løkke Rasmussen assunse la carica di Primo Ministro danese. Un sondaggio svolto nel giorno dell'insediamento di Lars Løkke Rasmussen rivelò che i danesi credevano che egli battesse Helle Thorning-Schmidt solo come persona più adatta a guidare la Danimarca attraverso la crisi finanziaria, e che Thorning-Schmidt sarebbe andata meglio per combattere la disoccupazione, per ridurre le liste di attesa negli ospedali, per assicurare il welfare e per rappresentare la Danimarca a livello internazionale. Il 7 aprile 2009 Lars Løkke Rasmussen annunciò la composizione del suo governo..

### Elezioni del 2011
Dopo la sconfitta nelle elezioni parlamentari del 2011, il 16 settembre Rasmussen ha rassegnato le dimissioni insieme al suo governo, mantenendo la cura degli affari correnti fino al 3 ottobre 2011, quando Helle Thorning-Schmidt gli è succeduta nell'incarico di primo ministro.
Durante il governo Thorning-Schmidt ha conservato il ruolo di leader del suo partito e dell'opposizione.

### Secondo mandato come Ministro di Stato della Danimarca

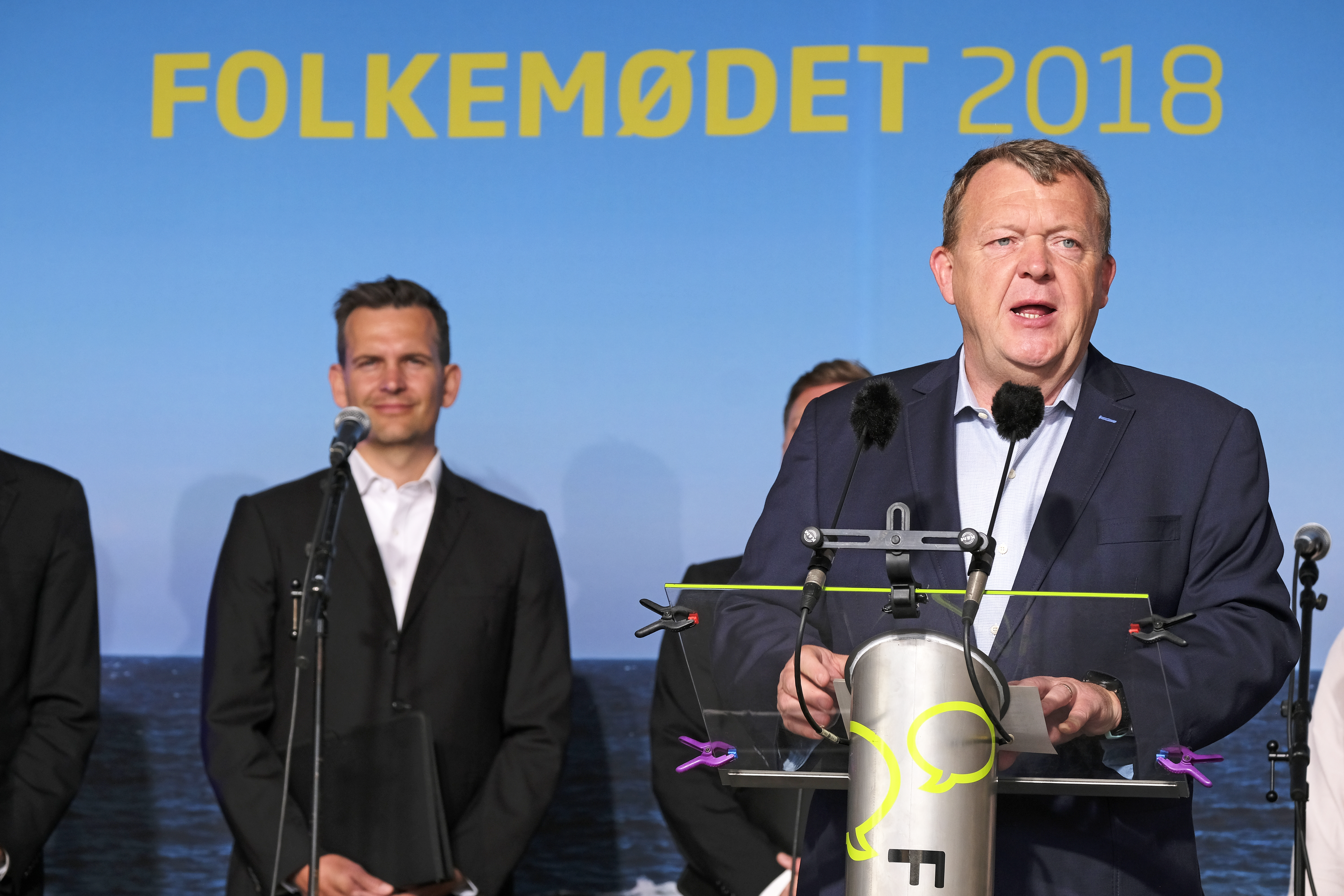
Lars Løkke Rasmussen tiene un discorso nel 2018.

Nel giugno del 2015 Rasmussen ha guidato il suo partito e la coalizione di centro-destra alla vittoria nelle elezioni parlamentari. Ciò gli ha consentito di formare un nuovo governo, composto da ministri provenienti dalla sola Venstre, che ha ottenuto la fiducia del Folketing il 28 giugno. È rimasto in carica fino al 27 giugno del 2019 quando, in seguito alla sconfitta nelle elezioni parlamentari, Rasmussen ha ceduto il posto di Primo ministro alla socialdemocratica Mette Frederiksen

### L'abbandono di Venstre e la fondazione dei Moderati
Nel giugno del 2021 Rasmussen ha annunciato il suo abbandono di Venstre per fondare un nuovo partito di ispirazione centrista e liberale, i Moderati, con il quale si è presentato alle elezioni anticipate del 2022.

### Ministro degli Esteri
Il 15 dicembre del 2022, in seguito alle elezioni del mese precedente, è stato nominato ministro degli Affari esteri del nuovo governo Frederiksen II, esecutivo di coalizione tra Socialdemocratici, Venstre e gli stessi Moderati di Rasmussen.